# Séamus Coleman
Séamus Coleman (1988. október 11., Donegal, Írország) ír labdarúgó, aki jelenleg az Evertonban játszik jobb oldali hátvédként, valamint tagja az ír labdarúgó-válogatott keretének is. Jelenleg az Everton megbízott vezetőedzője.

## Pályafutása

### Everton
Coleman Írországban, a Sligo Roversnél kezdte meg profi pályafutását. Hamar kitűnt tehetségével és a Burnley, valamint a Birmingham City is próbajátékra hívta, 2009 júliusában azonban az Evertonhoz igazolt. A 2009/10-es szezon előtt meg kellett operálni, mivel bőrén egy fertőzés következtében hólyagok jelentek meg, ami akár a pályafutására is veszéllyel lehetett volna. 2009 októberében, a Benfica ellen 5-0-ra elvesztett Európa-liga-meccsen debütált a kék mezesek első csapatában. Nem sokkal később a Premier League-ben is bemutatkozhatott, a Bolton Wanderers ellen. 2010-ben fél idényre kölcsönjátékosként a Blackpool FC-t erősítette.

## Válogatott
Coleman 2008 óta tagja az U21-es ír válogatottnak. Svédország ellen debütált.

## Külső hivatkozások
- Séamus Coleman pályafutásának statisztikái a Soccerbase oldalon (angolul)

- Séamus Coleman adatlapja az Everton honlapján Archiválva 2010. augusztus 1-i dátummal a Wayback Machine-ben

## Fordítás
- Ez a szócikk részben vagy egészben  a   Séamus Coleman című angol Wikipédia-szócikk fordításán alapul.  Az eredeti cikk szerkesztőit annak laptörténete sorolja fel. Ez a jelzés csupán a megfogalmazás eredetét és a szerzői jogokat jelzi, nem szolgál a cikkben szereplő információk forrásmegjelöléseként.